# ダマスセニン
ダマスセニン（英語、Damascenine）とは、アルカロイドに分類される有機化合物の1種であり、3-メトキシ-2-メチルアミノ安息香酸メチルのことである。すなわち、3-メトキシ-2-メチルアミノ安息香酸とメタノールとが、カルボン酸エステルを形成してできた分子である。

## 性質

ダマスセニンの線角構造式。

ダマスセニンの分子式はC10H13NO3であり、そのモル質量は195.21512 (g/mol)である

。
ダマスセニンは、水にはほとんど溶解しないものの、エタノールやクロロホルムなどには溶けやすい。このうち無水エタノールを使用すれば再結晶の操作で純度を上げることも可能であり、そうして得られたダマスセニンの結晶は、無色の柱状晶をしている。この結晶の1気圧での融点は27 ℃から29 ℃であり、沸点は約270 ℃であるものの、沸点付近の温度では徐々に分解する。なお、ダマスセニンはアルカロイドであり、例えば塩酸などとは塩を形成する

。
このダマスセニン塩酸塩の1気圧での融点は156 ℃であるのに対し、これが一水和物になると融点は122 ℃に低下する。また、参考までに、ダマスセニン塩酸塩をマウスに対して経口投与した際の半数致死量（LD50）は、1800 (mg/kg)であった

。

## 所在

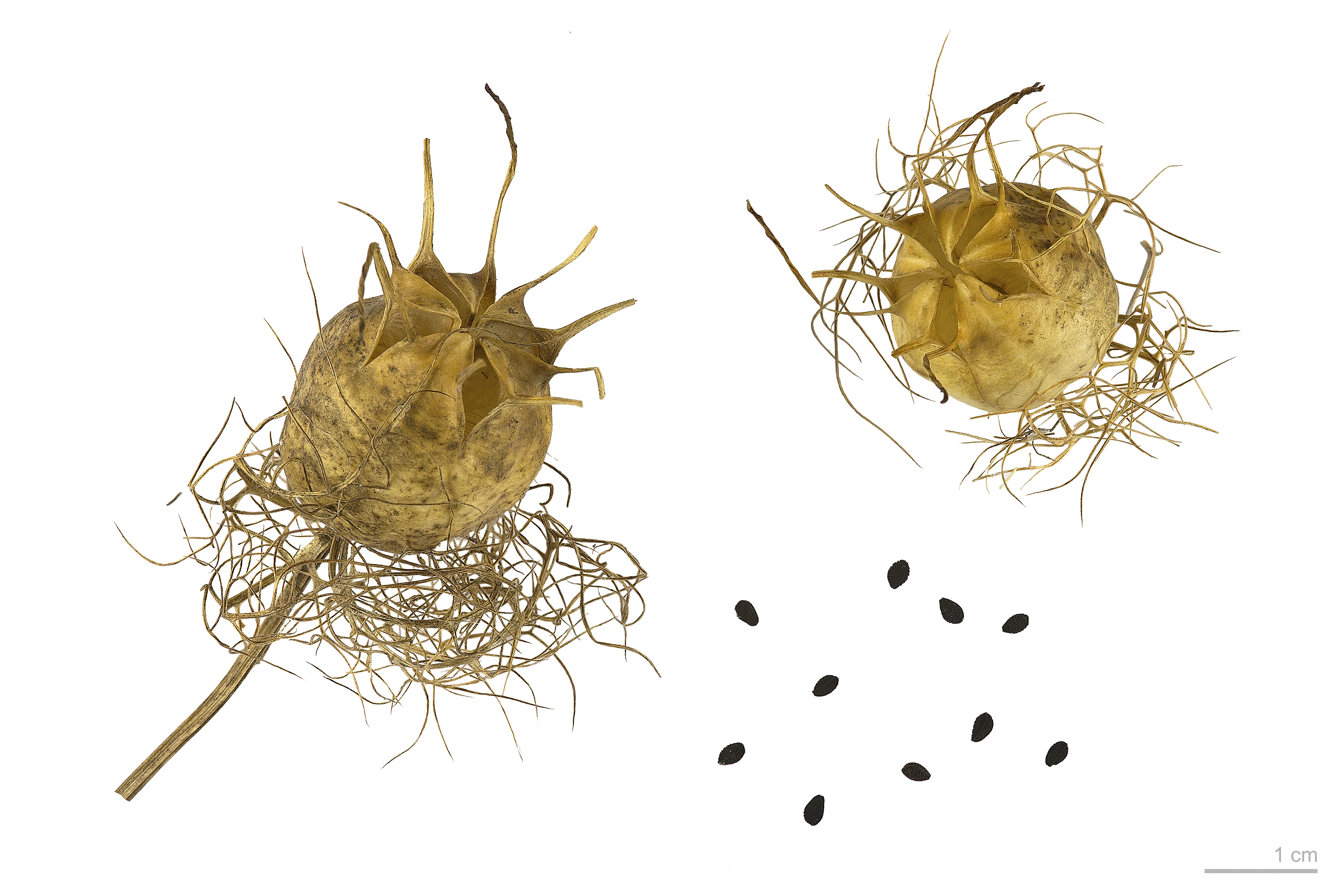
クロタネソウの実と種子。この黒い種子の中にダマスセニンが含まれている。

ダマスセニン（Damascenine）は天然に存在するアルカロイドの1種であり、キンポウゲ科のクロタネソウの種子に含有されている。ちなみに、クロタネソウの学名は「Nigella damascena」と言う。

## 合成法
まず、3-メトキシ安息香酸をニトロ化する。ここから3-メトキシ-2-ニトロ安息香酸を単離して、この分子中のニトロ基を還元することで、3-メトキシ-2-アミノ安息香酸にする。そして、この分子中のアミノ基をメチル化して、3-メトキシ-2-メチルアミノ安息香酸にする。最後に、この分子中のカルボキシ基とメタノールとを脱水縮合させてカルボン酸エステルとすることで、ダマスセニンは合成できる。

## 主な参考文献
- 化学大辞典編集委員会 編集 『化学大辞典 5 (縮刷版)』 p.674 共立出版 1963年11月15日発行 ISBN 4-320-04019-8